# Temple d'Apollon (Naxos)
Le temple d'Apollon (ou Portara en grec : Πορτάρα, signifiant « grande porte »), est un ancien temple grec à Naxos, dédié au dieu Apollon. Le temple a été construit au VIe siècle av. J.-C. par le tyran Lygdamis.
Il est situé sur l'îlot Palatia à l'extrémité nord du port de Naxos. On pense généralement que cet îlot correspond au lieu où, dans la mythologie grecque, Thésée abandonna Ariane, qui fut ensuite enlevée par Dionysos et son entourage. L'îlot est relié à la ville de Naxos par une chaussée construite en 1919.

## Histoire

### Préhistoire et histoire ancienne
Durant la préhistoire, l'îlot était relié par un isthme étroit au reste de l'île et on pense qu'il était fortifié. On pense qu'un sanctuaire dédié à Apollon existait à cet endroit depuis au moins le VIIIe siècle avant J.-C. Au cours du VIIe siècle avant J.-C., l'îlot fut capturé et utilisé comme base pour les assauts contre Naxos par Milet et Érythrée.

### Construction du temple
La construction du temple est commencée vers 530 avant J.-C. par le tyran Lygdamis, dont le programme de construction comprenait plusieurs bâtiments publics et projets d'infrastructure sur l'île. Le temple était d'ordre ionique, mesurait 38 mètres de long et 16 mètres de large, avec une entrée sur le côté nord-ouest. Elle est orientée vers l'île (alors) sacrée de Délos. Les travaux de construction s'arrêtèrent au plus tard vers 524 av. J.-C., lorsque Lygdamis fut destitué du pouvoir par la Ligue du Péloponnèse, une alliance militaire dirigée par Sparte, et le temple resta inachevé.
Le principal élément survivant du temple est son grand cadre de porte en marbre. Il se compose de cinq pièces de marbre (à l'origine quatre), pesant jusqu'à vingt tonnes chacune. Le marbre y a été transporté depuis la carrière de marbre de Flerio, située a quelque 10 km (6,2 mi) de là. Il y a un certain nombre de bosses sculptées sur les pièces de marbre, qui servaient à maintenir des cordes afin de soulever les pièces avec une grue en bois. Ceux-ci auraient normalement dû être retirés à la fin de la construction, ce qui montre que le temple n'a jamais été achevé. Le temple a connu deux phases de planification : une première construction a eu lieu dans les années 540 av. J.-C., mais, vers 530 av. J.-C., le plan du temple est modifié et tourné de 180 degrés.

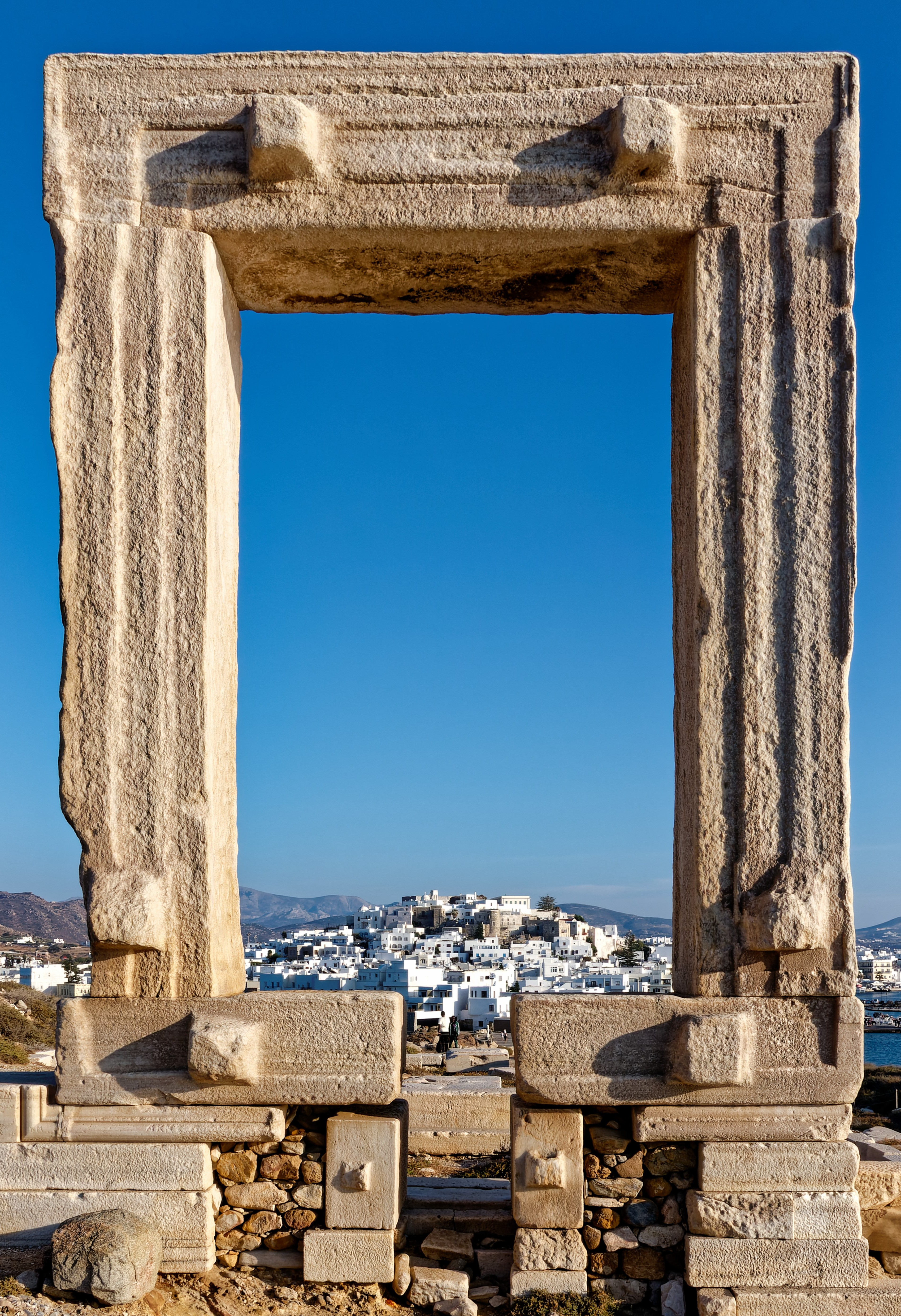
Vue de la porte depuis le nord

### Histoire ultérieure
Bien plus tard, au cours du Ve siècle de notre ère, une église chrétienne est construite sur les ruines de l'ancien temple. Cette église, dédiée à Sainte Marie, était connue sous le nom de Panagia Palatiani. Une entaille, encore visible aujourd'hui, fut pratiquée dans le seuil de la Portara pour faire place à la porte de cette église. Au cours du IXe siècle, une église dédiée aux saints Nicolas et Constantin est ajoutée. Durant la période vénitienne, de nombreuses parties du temple ont été réutilisées pour la construction du château de Naxos. Les pièces massives de marbre de la porte du temple ne pouvaient probablement pas être déplacées en raison de leur poids important, ce qui a fait qu'elles ont été laissées en place.

### Aujourd'hui
Aujourd'hui, le temple est l'un des principaux monuments de la ville de Naxos et est souvent utilisé comme emblème représentant l'île entière. Il est visité par un grand nombre de touristes pendant les mois d'été, avec de grandes foules qui s'y rassemblent souvent au coucher du soleil. L'entrée de l'îlot est gratuite.

## Sources

### Webographie
- (el) Πορτάρα [« Portara »], site naxosisland.eu
- (el)  « Πορτάρα: Το μνημείο - σύμβολο της Νάξου » [« Portara : Le monument - symbole de Naxos »](Archive.org • Wikiwix • Archive.is • Google • Que faire ?),‎ 28 février 2015
- (el) Nikos Zervonikolakis, Πορταρα ; του ηλιου. Στη νησίδα του Βάκχου, στη Νάξο [« Portara ; du soleil. Sur l'îlot de Bacchus, à Naxos »]
- (el) Orinos Axotis, οι εκκλησίες στη Πορτάρα της Νάξου [« Les églises à la Portara de Naxos »]